# Rafaela Mandelli
Pour les articles homonymes, voir Rafaela et Mandelli.
Rafaela Mandelli, née le 11 mai 1979 à Brasilia, est une actrice brésilienne.

## Filmographie
- 1995 : Young Hearts (Malhação, série télévisée) : Fernanda 'Nanda' Lemos
- 1999 : Andando nas Nuvens (pt) (série télévisée) : Noviça
- 2001 : DNA (mini-série) : Merinha
- 2003-2004 : Kubanacan (série télévisée) : Soledad (31 épisodes)
- 2005 : Mandrake (série télévisée) : Daniela
- 2006 : Cobras e Lagartos (série télévisée) : Fernanda (3 épisodes)
- 2006 : JK (mini-série) : Amélia Kubitschek (2 épisodes)
- 2008 : Meu Nome não É Johnny (pt) : Laura
- 2007-2008 : Caminhos do Coração (pt) (série télévisée) : Regina Mayer (97 épisodes)
- 2008 : Os Mutantes: Caminhos do Coração (pt) (série télévisée) : Regina Mayer (12 épisodes)
- 2011 : Sansão e Dalila (mini-série) : Ieda (3 épisodes)
- 2012 : Reis e Ratos (pt) : Amélia Castanho
- 2012 : Fora de Controle (pt) (série télévisée) : Clarice Queiroz (4 épisodes)
- 2014 : Milagres de Jesus (pt) (série télévisée)
- 2014 : Vitória (série télévisée) : Sabrina
- 2016 : A Terra Prometida (série télévisée) : Ula
- 2017 : Legalize Já! : Suzana
- 2018 : Desnude (pt) (série télévisée) : Bárbara
- 2013-2018 : O Negócio (série télévisée) : Karin / Joana (38 épisodes)
- 2018 : O Tempo não Para (série télévisée) : Helen Azeredo
- 2019 : Intimidade Entre Estranhos : Maria